# ستيغ هانسون
ستيغ هانسون (بالسويدية: Stig Hansson)‏ هو سياسي سويدي، ولد في 1880، وتوفي في 1963. حزبياً، نشط في حزب الوسط السويدي. وقد انتخب عضو البرلمان السويدي ‏.
1. 1 2 3  Two-Chamber Parliament 1867–1970. | Hansson i Önnarp, Stig F، ج. 3، 1985، ص. 217، QID:Q110346241